# Могзонське міське поселення
Могзо́нське міське поселення (рос. Могзонское городское поселение) — сільське поселення у складі Хілоцького району Забайкальського краю Росії.
Адміністративний центр — селище міського типу Могзон.

## Населення
Населення міського поселення становить 3428 осіб (2019; 3908 у 2010, 4517 у 2002).

## Склад
До складу міського поселення входять:
| Населений пункт              | Населення, осіб (2002) | Населення, осіб (2010) |
| ---------------------------- | ---------------------- | ---------------------- |
| Загарино, село               | 58                     | 50                     |
| Могзон, селище міського типу | 4455                   | 3856                   |
| Ульотка, село                | 4                      | 2                      |